# Horst Kiesewetter (Fußballspieler, 1946)
Horst Kiesewetter (* 17. Januar 1946) ist ein deutscher ehemaliger Fußballspieler, der von 1969 bis 1973 in der DDR-Oberliga, der höchsten Liga im DDR-Fußball, spielte.

## Sportliche Laufbahn
Als Nachwuchsspieler war Horst Kiesewetter bei den Betriebssportgemeinschaften Motor West Erfurt, Chemie Bernburg und Chemie Schwarza aktiv. Als Schwarzaer Spieler wurde Kiesewetter für das UEFA-Juniorenturnier 1964 nominiert. Er wurde aber nie in offiziellen Länderspielen eingesetzt, und am Turnier konnte die DDR-Mannschaft nicht teilnehmen, weil die Niederlande die Einreise aus politischen Gründen (Mauerboykott) verweigerte. 
Seinen Einstand im Männerfußball gab Kiesewetter in der Saison 1967/68 bei der 2. Mannschaft des FC Carl Zeiss Jena. In der zweitklassigen DDR-Liga wurde er als  Abwehrspieler in drei Punktspielen eingesetzt. Im November 1967 wurde er für 18 Monate zum Wehrdienst in der Nationalen Volksarmee eingezogen. Während dieser Zeit konnte er bei der Armeesportgemeinschaft ASG Vorwärts Meiningen in der DDR-Liga weiter Fußball spielen. In der Frühjahrsrunde 1968 wurde er in elf der 15 Punktspiele als linker Verteidiger aufgeboten. In der Saison 1968/69 kam Kiesewetter in 16 der 30 Ligaspiele zum Einsatz, in der Hinrunde hatte er nur fünf Einsätze zu verzeichnen. 
Nach dem Ende der Wehrpflicht schloss sich Kiesewetter dem Oberligisten FC Rot-Weiß Erfurt an. Dort bestritt er am Saisonende noch ein Punktspiel mit der 2. Mannschaft in der DDR-Liga. Zur Spielzeit 1969/70 wurde er als Verteidiger in den Kader der Oberligamannschaft aufgenommen, wurde aber nur sporadisch elfmal aufgeboten.  Am 11. Spieltag erzielte er in der Begegnung Hansa Rostock – Rot-Weiß Erfurt mit dem Siegtreffer zum 2:1 sein einziges Oberligator. Auch 1970/71 war Kiesewetter nur Ersatzspieler mit zehn Oberligaeinsätzen, und am Saisonende stieg die Mannschaft aus der Oberliga ab. Bei dem sofortigen Wiederaufstieg war Kiesewetter nur mit sieben von 22 Ligaspielen beteiligt, kam allerdings in fünf der acht Aufstiegsspiele zum Einsatz. In der Oberligasaison 1972/73 war Kiesewetter auf dem Sprung zum Stammspieler. In der Abwehr bestritt er bis zum 14. Spieltag dreizehn Partien, musste dann aber sechsmal aussetzen, um danach noch die sechs letzten Punktspiele zu bestreiten. In seiner letzten Erfurter Saison wurde Kiesewetter nur am Anfang dreimal als Einwechselspieler eingesetzt, anschließend wurde er in die 2. Mannschaft versetzt, mit der er 17 der 22 Ligaspiele absolvierte und nach langer Durststrecke zwei weitere Tore im höherklassigen Punktspielbetrieb erzielen konnte.
Zur Saison 1974/75 wurde Kiesewetter zum DDR-Ligisten Zentronik Sömmerda delegiert. Dort konnte er sich in fünf Spielzeiten als Stammspieler etablieren, indem er von den 110 in diesem Zeitraum ausgetragenen Ligaspielen 100 Partien bestritt und dabei 16 Tore schoss. 
Als Sömmerda 1979 aus der DDR-Liga absteigen musste, wechselte Kiesewetter zur DDR-Liga-Mannschaft BSG Landbau Bad Langensalza. Dort gelang es ihm, sich für zwei Spielzeiten einen Stammplatz zu sichern. 1979/80 fehlte er bei den 22 Ligaspielen nur einmal und erzielte ein Tor. 1980/81 kam er zu 20 Punktspieleinsätzen und war wiederum mit einem Treffer erfolgreich. In beiden Spielzeiten war Kiesewetter als Mittelfeldspieler aufgeboten worden. Am Ende der letzten Saison stieg die BSG Landbau für immer in die Bezirksliga ab. Der 35-jährige Horst Kiesewetter beendete seine Laufbahn als Fußballer im Leistungssport. 1995 trainierte er kurzzeitig den FC Rot-Weiß Erfurt.